# Punch Line
《Punch Line》（日语：パンチライン）是从2015年4月开始在富士电视台的NoitaminA节目中播放的日本电视动画作品。

## 概要
本作品是由曾经制作过东京残响及巴哈姆特之怒的MAPPA制作的原创电视动画作品。导演是制作了丹特丽安的书架的上村泰、脚本则是负责了Ever17剧本的打越鋼太郎、角色设计由岩崎将大负责、音楽制作则是小室哲哉担任。宣传口号为“如果被看到了内裤人类就会灭亡！？”。
原本是打越打算做成游戏作品的企划。当这个企划被本作品的制作方MAGES.的市川和弘看见后，被认为“这绝对将它动画化更好”。而由于市川将其推销给了与自己有关系的富士电视台，于是就开始了制作电视动画。游戏作品和电视动画的制作是同时进行。虽然企划最初阶段，打越有将其电视动画化等多媒体化的想法，“但是没有想到会和游戏同时进行电视动画化”。此外，动画的播放开始时，游戏版的详细简介并未公开。
本作品是以主人公伊里達遊太为中心，描写了与他在同一公寓居住的人们的生活方式及公寓中所发生的事件，故事是以此为中心展开的情景喜剧。故事的内容也包括了：宣传口号中提到的“人類滅亡”的回避方法将由主人公找出来。

## 故事簡介
在公寓“古来馆”的所住的少年伊里達遊太被卷入的劫车事件中而导致“灵体脱离”。为了取回原来的身体，需要找到古代印度的圣典，并且还要满足“绝对不可以看到内裤”这一戒律。

## 登場人物
伊里達遊太（いりだつ ゆうた，声优：井上麻里奈）
作为本作品主人公的少年。
根据明香的说法，生物学上其实是女性，户籍上的本名则为“伊里达 遊”，不过是自己任性得使用了游太这个名字。
小時候因逃出實驗組織時發生意外，與被實驗的另者兩名同伴互換身體，靈魂為男性，身體則為女性。
以劫车事件为契机，由于肉体被夺取而灵体脱离。兴奋时会喷鼻血。住在103号室。
他的日文名字从名开始往前读的话，就会是“幽体離脱”。
成木野美香丹（なるぎの みかたん，声优：雨宮天）
轻柔系的偶像，為遭實驗的三人中的一人。有作为“ストレンジジュース”这一正义英雄而活动着。
名字的讲法稍微变变，就会变成“正義的朋友”。
曳尾谷愛（ひきおたに いと，声优：寿美菜子）
NEET。因在學校遭同學欺負，而不去上學，躲在家里闭门不出。
台初明香（だいはつ めいか，声优：釘宮理恵）
天才发明家，亦為古來館的房東。非常喜欢祖父。住201号室。说津輕方言。
秩父拉布拉（ちちぶ ラブラ，声优：戶松遥）
骗人的灵媒师，為“愛”的表姐。外表穿得很华丽。住202号室。
千良之助（チラのすけ，声优：吉田有里）
遊太面前出现的猫之幽灵，经历了63亿7315万3740次的“遊太阻止陨石坠落”事件，能说话。经常喝酒。

## 用語
古来館
游太及美香丹他们所住的公寓。是本作品的主要舞台，内容基本上都是以公寓内部发生的事及在此居住的各人的生活方式为主进行的。。
南達拉・剛達拉
古代印度的圣典。据千良之助所说，被藏在古来館内。
Q-may会
迷之组织。劫持了遊太他们所乘的公車。

## 製作團隊
- 原作：MAGES.、富士電視台
- 監督：上村泰
- 輔助監督：林明偉
- 劇本：打越鋼太郎
- 角色設定、總作畫監督：岩崎將大
- 舞台設計：米山舞
- 內衣設計：谷口宏美
- 美術監督：桑原悟
- 色彩設計：永井留美子
- CG監督：鎌田麻友美
- 攝影監督：淡輪雄介
- 編集：奧田浩史
- 音樂：小室哲哉
- 音響監督：岩浪美和
- 音響效果：小山恭正
- 音樂製作人：佐野弘明
- 主製作人：松崎容子、橫山朱子、市川和弘
- 製作人：木村誠、小田桐成美、齊藤紳也
- 動畫製作人：大塚學、野田楓子
- 動畫製作：MAPPA
- 製作：Punch Line製作委員會（富士電視台、Aniplex、MAGES.、京樂產業集團、關西電視台、電通）

## 主題曲
片头曲「PUNCH LINE!」
作詞、作曲、編曲：前山田健一，歌：中川翔子♥電波組
片尾曲「蜜蜜蜜」
作詞：田中秀典，作曲：渡部陽介，編曲：APAZZI & U.M.E.D.Y.，歌：Ayumikurikamaki
劇中曲
（第1、7、8話）
作詞：打越鋼太郎，作曲：小室哲哉
（第2話）
作詞：打越鋼太郎，作曲：小室哲哉
（第4、8話）
作詞：打越鋼太郎，作曲：小室哲哉
（第6話）
作詞：打越鋼太郎，作曲：小室哲哉
（第8話）
作詞：打越鋼太郎，作曲：小室哲哉
（第12話）
作詞：大野一成，作曲：小室哲哉

## 各集列表
| 集數 | 日文標題 | 中文標題           | 分鏡           | 演出           | 作畫監督                            |
| ---- | -------- | ------------------ | -------------- | -------------- | ----------------------------------- |
| #01  |          | 內褲危機           | 上村泰、林明偉 | 上村泰、林明偉 | 伊藤憲子、 青井小夜、谷口宏美       |
| #02  |          | 生類憐憫的蕾絲     | 林明偉         | 林明偉         | 米山舞                              |
| #03  |          | 火星人，襲來！     | 豬狩崇         | 五月女有作     | 佐佐木敏子、藤家重美                |
| #04  |          | 附體的條紋花紋     | 柳瀨雄之       | 豬狩崇         | 、西村理惠 伊藤憲子                 |
| #05  |          | 愛之死             | 佐藤真二       | 向井雅浩       | 大津直、新沼大祐 伊藤憲子、青木里枝 |
| #06  |          | 除夕了哦，明香A夢  | 小林寬         | 清水久敏       | 桑原幹根、伊藤憲子                  |
| #07  |          | 歸來的內褲恐慌     | 石川健介       | 石川健介       | 石川健介                            |
| #08  |          | Panty Party!       | 三原三千夫     | 林明偉         | Choi Byeonghui                      |
| #09  |          | Brazilian Highkick | 三原三千夫     | 豬狩崇         | Ryu Seungcheol                      |
| #10  |          | 墜落               | 鹽月小鳥       | 谷口宏美       | 伊藤憲子、                          |
| #11  |          | 正義之拳！         | 朴性厚         | 武藤健司       | 新沼大祐、大津直                    |
| #12  |          | PUNCH LINE         | 三原三千夫     | 林明偉         | 桑原幹根、西村理恵 伊藤憲子、米山舞 |

## 播放電視台
日本深夜動畫：下文記載的日本国内播放時間使用日本標準時間（UTC+9）表示。因為部分時間标识會採用30小时制，因此請留意这类超过24:00的时间，其實際播放時間為翌日清晨。
| 播放地區   | 播放電視台     | 播放日期               | 播放時間（UTC+9）         | 所屬聯播網 | 備註           |
| ---------- | -------------- | ---------------------- | ------------------------- | ---------- | -------------- |
| 關東廣域圈 | 富士電視台     | 2015年4月9日－6月25日  | 星期四 24時55分－25時25分 | 富士新聞網 | 製作委員會參加 |
| 岩手縣     | 岩手可愛電視台 | 2015年4月9日－6月25日  | 星期四 24時55分－25時25分 | 富士新聞網 |                |
| 山形縣     | 櫻桃電視台     | 2015年4月9日－6月25日  | 星期四 24時55分－25時25分 | 富士新聞網 |                |
| 愛媛縣     | 愛媛電視台     | 2015年4月9日－6月25日  | 星期四 25時00分－25時30分 | 富士新聞網 |                |
| 秋田縣     | 秋田電視台     | 2015年4月9日－6月25日  | 星期四 25時20分－25時50分 | 富士新聞網 |                |
| 靜岡縣     | 靜岡電視台     | 2015年4月9日－6月25日  | 星期四 25時35分－26時05分 | 富士新聞網 |                |
| 新潟縣     | 新潟綜合電視台 | 2015年4月9日－6月25日  | 星期四 25時45分－26時15分 | 富士新聞網 |                |
| 熊本縣     | 熊本電視台     | 2015年4月9日－6月25日  | 星期四 25時50分－26時20分 | 富士新聞網 |                |
| 福島縣     | 福島電視台     | 2015年4月9日－6月25日  | 星期四 25時55分－26時25分 | 富士新聞網 |                |
| 廣島縣     | 新廣島電視台   | 2015年4月9日－6月25日  | 星期四 26時00分－26時30分 | 富士新聞網 |                |
| 宮城縣     | 仙台放送       | 2015年4月9日－6月25日  | 星期四 26時05分－26時35分 | 富士新聞網 |                |
| 鹿兒島縣   | 鹿兒島電視台   | 2015年4月9日－6月25日  | 星期四 26時05分－26時35分 | 富士新聞網 |                |
| 中京廣域圈 | 東海電視台     | 2015年4月9日－6月25日  | 星期四 26時10分－26時40分 | 富士新聞網 |                |
| 福岡縣     | 西日本電視台   | 2015年4月9日－6月25日  | 星期四 26時10分－26時40分 | 富士新聞網 |                |
| 近畿廣域圈 | 關西電視台     | 2015年4月9日－6月25日  | 星期四 26時25分－26時55分 | 富士新聞網 | 製作委員會參加 |
| 佐賀縣     | 佐賀電視台     | 2015年4月10日－6月26日 | 星期五 24時40分－25時10分 | 富士新聞網 |                |
| 長野縣     | 長野放送       | 2015年4月21日－7月7日  | 星期二 25時55分－26時25分 | 富士新聞網 |                |

## 網路广播
網路廣播以《Punch Line》为标题，从2015年4月2日开始在音泉播放。每周四更新。参加者是井上麻里奈（配 伊里達遊太）、吉田有里（配 千良之助）。

## 外部連結
- 电视动画「Punch Line」官方网站（页面存档备份，存于）（日語）
- 電子遊戲「Punch Line」官方网站（页面存档备份，存于）（日語）
- Punch Line的X（前Twitter）（日語）